# Киберкомандование Армии США
Киберкомандование Армии США (англ. United States Army Cyber Command, Army Cyber) — компонент Киберкомандования США в Армии США. Создано 1 октября 2010 года на базе 2-й армии в целях организации единого центра информационных армейских операций и операций в киберпространстве.

## Задачи
Задачи Киберкомандования Армии США заключаются в планировании, проведении, координации, интеграции и синхронизации операций с использованием военных компьютерных сетей, а также защиты этих сетей. Вторая армия будет проводить операции в киберпространстве в поддержку полного спектра боевых операций США и их союзников в целях обеспечения им свободы действий в киберпространстве, и создания противникам препятствий в киберпространстве.
Во 2-й армии будет сосредоточено ведение исследований и разработок в сфере ведения операций в киберпространстве, а также взаимодействие с Командованием обучения и доктрин армии США и другими органами в целях улучшения всех аспектов ведения кибервойны.

## Организационная структура
Подчиненные подразделения:
- Техническое управление военных компьютерных сетей[англ.]/9-е армейское командование связи[англ.]
- Управление военной разведки и безопасности армии (INSCOM) будет находиться под оперативным контролем Киберкомандования Армии в операциях кибервойны[5][6].
  - Первое управление информационных  операций[англ.]
  - 780-я бригада военной  разведки[англ.].

## История

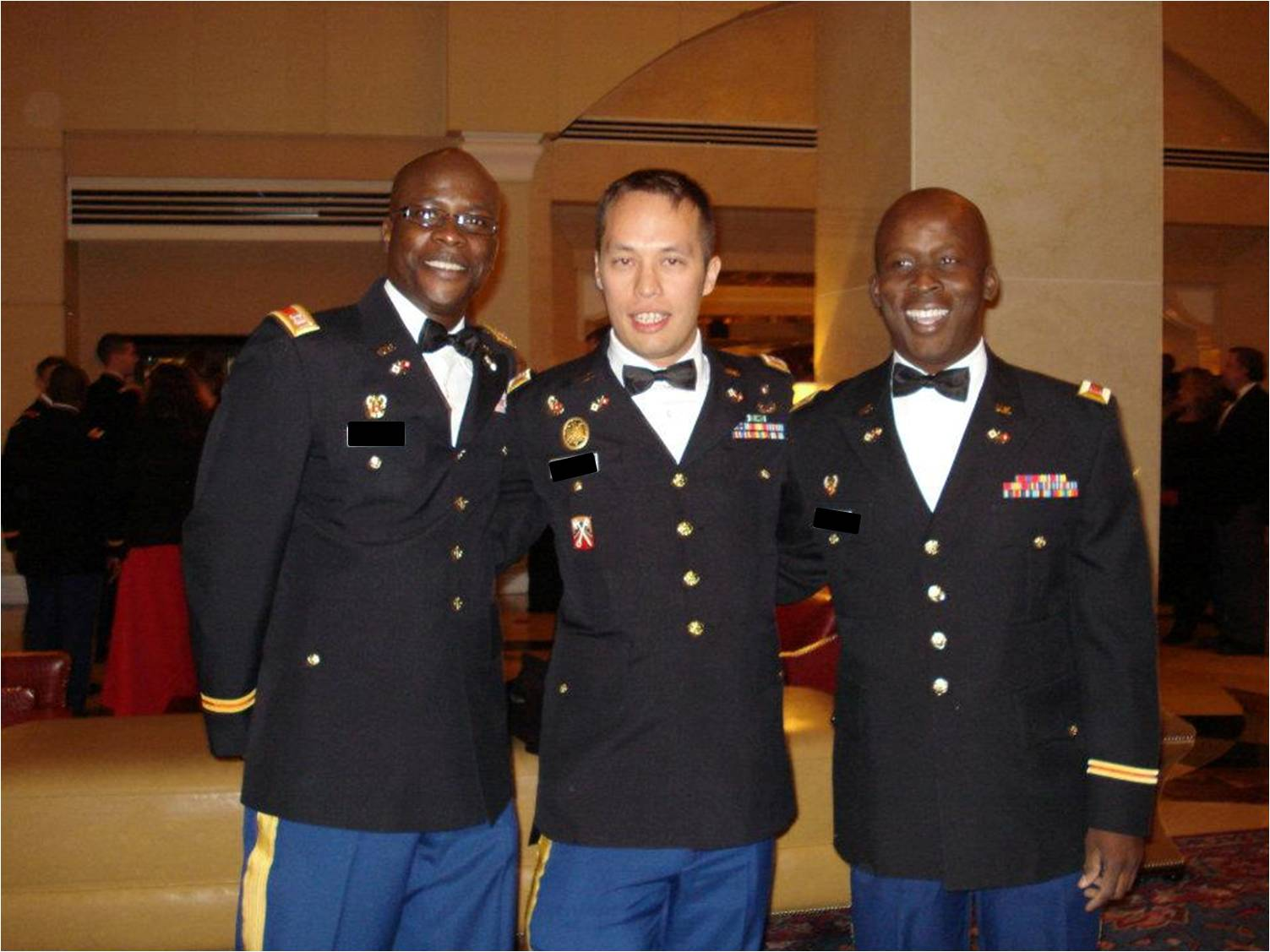
Военнослужащие Киберкомандования Армии 22 октября 2011

Киберкомандование армии США к октябрю 2009 достигло первоначально запланированного объема функций благодаря взаимодействию с Командованием космических войск и противоракетной обороны/Стратегическим командованием вооружённых сил США (USASMDC/ARSTRAT) при поддержке вышеперечисленных подчинённых подразделений. Официально Киберкомандование армии было создано 1 октября 2010 года под командованием генерал-майора Ретта А. Эрнандеса.